# Жджаркі
Жджаркі (пол. Żdżarki) — село в Польщі, у гміні Нове-Място-над-Пилицею Груєцького повіту Мазовецького воєводства.
Населення — 155 осіб (2011).
У 1975-1998 роках село належало до Радомського воєводства.

## Демографія
Демографічна структура станом на 31 березня 2011 року:
|          | Загалом | Допрацездатний вік | Працездатний вік | Постпрацездатний вік |
| -------- | ------- | ------------------ | ---------------- | -------------------- |
| Чоловіки | 80      | 9                  | 57               | 14                   |
| Жінки    | 75      | 10                 | 42               | 23                   |
| Разом    | 155     | 19                 | 99               | 37                   |